# Indomito (destroyer, 1913)
Pour les articles homonymes, voir Indomito.
Le Indomito (fanion « ID ») était un destroyer (puis, plus tard, un torpilleur) italien, navire de tête de la classe Indomito, lancé en 1912 pour la Marine royale italienne (en italien : Regia Marina).

## Conception et description
La classe Indomito a été conçue par Luigi Scaglia de la Cantieri Navali Pattison de Naples. Ces navires étaient les premiers grands destroyers de la Regia Marina et les premiers équipés de turbines à vapeur. La classe Indomito a été la première dans la progression des destroyers italiens à être appelée tre pipe ou tre canne pour leurs trois cheminées,.
Les navires mesuraient 72,52 m à la ligne de flottaison (73,00 m hors tout) avec une largeur de 7,3 m et un tirant d'eau de 2,7 m. Ils avaient des arbres jumeaux entraînés par deux turbines à vapeur Tosi, alimentées par quatre chaudières Thornycroft. Le groupe motopropulseur était conçu pour une puissance de 16 000 chevaux-vapeur (12 000 kW) pour déplacer les navires à 30 nœuds (56 km/h), mais avait une puissance maximale de 17 620 chevaux-vapeur d'arbre (13 140 kW) qui propulsait les navires à 35,79 nœuds (66,28 km/h).
Tels qu'ils étaient construits, les navires étaient armés d'un canon de 4,7 pouces (120 mm)/40, de quatre canons de 3 pouces (76 mm)/40 et de deux tubes lance-torpilles de 17,7 pouces (450 mm). En 1914, ils ont été renforcés par deux tubes lance-torpilles supplémentaires. Pendant la Première Guerre mondiale, des rails de guidage permettant de poser jusqu'à dix mines ont été ajoutés aux navires. Des modifications ultérieures apportées pendant la guerre ont permis de remplacer tous les canons par cinq canons de 4 pouces (100 mm)/35 et un seul canon AA de 40 mm (1,6 in)/39. La capacité en carburant a également été augmentée pendant la guerre, passant de 100 tonnes à 128 tonnes afin d'accroître l'endurance, mais l'augmentation du poids a eu l'effet inverse : elle a ralenti les navires et réduit leur endurance.

## Construction et mise en service
Le Indomito est construit par le chantier naval Cantieri Navali Pattison à Naples en Italie et mis sur cale en 1910. Il est lancé le 10 mai 1912. Il est achevé et mis en service en 1913. Il est commissionné le même jour dans la Regia Marina.

## Histoire de service
Au moment de l'entrée de l'Italie dans la Première Guerre mondiale, le Indomito fait partie, avec ses navires-jumeaux (sister ships) Impavido, Intrepido, Impetuoso, Irrequieto et Insidioso, du IIe escadron de destroyers, basé à Tarente (bien que le Indomito se trouve à l'époque à La Spezia). Le commandant du navire est le capitaine de corvette (capitano di corvetta) Lodolo.
Le 9 juin 1915, l'unité escorte, avec les destroyers Intrepido, Impetuoso, Irrequieto, Insidioso, Animoso, Ardito, Ardente, Audace et le croiseur éclaireur Quarto, les croiseurs blindés Giuseppe Garibaldi et Vettor Pisani, participant au bombardement des phares de Capo Rodoni et San Giovanni di Medua.
Le 22 novembre de la même année, avec d'autres unités du même escadron, il transporte une commission d'intendance britannique; pendant la navigation, les destroyers italiens poursuivent des unités austro-hongroises qui ont coulé le voilier à moteur Gallinara et le vapeur Palatino, mais ne peuvent les atteindre.
Le 3 décembre, le navire appareille de Brindisi pour escorter, avec le Intrepido, le Impetuoso, le Irrequieto et le Insidioso, l'un des premiers convois de ravitaillement des troupes italiennes déployées en Albanie, composé des transports de troupes Re Umberto et Valparaiso (transportant au total 1 800 hommes et 150 quadrupèdes),. Lorsque le convoi atteint San Giovanni di Medua, le Re Umberto, avec 765 hommes à bord, heurte une mine (posée par le sous-marin (U-boot) austro-allemand UC 14) et coule brisé en deux, en un quart d'heure; le sauvetage rapide permet de sauver 712 hommes,,.
Le 9 décembre, avec le destroyer Euro, il escorte le navire auxiliaire Sterope de Tarente à Vlora.
Le 23 février 1916, le Indomito, ses navires-jumeaux Ardito et Impetuoso, le croiseur éclaireur Libia et le vieux torpilleur Puglia se déploient dans le port de Durrës pour protéger l'évacuation de la Brigata "Savona".
Le 11 décembre 1916, à neuf heures du soir, le destroyer, ainsi que son navire-jumeau Ardente, quittent Vlora pour escorter le cuirassé Regina Margherita vers l'Italie, mais peu après son départ, le grand cuirassé heurte deux mines et coule, coulant en sept minutes seulement, à moins de deux milles nautiques (3,7 km) du port albanais. Seuls 275 membres de l'équipage du cuirassé peuvent être sauvés, tandis que 674 hommes disparaissent en mer,.
Plus tard en décembre, le Indomito est soumis à des travaux dans l'Arsenal de Venise.
Dans la nuit du 14 au 15 mai 1917, le canal d'Otrante fait l'objet d'une double attaque austro-hongroise visant à la fois à détruire les dériveurs, bateaux de pêche armés patrouillant le barrage anti-sous-marin du canal d'Otrante, et, par diversion, à détruire un convoi italien à destination de l'Albanie.  A 4h10 le 15 mai, à la suite de la nouvelle de telles attaques, le Indomito se prépare avec ses navires-jumeaux Impavido et Insidioso, les croiseurs éclaireurs Racchia, Aquila et Marsala et le croiseur léger britannique HMS Liverpool (1909),. A 5h30, la formation quitte Brindisi avec le croiseur léger HMS Dartmouth (1911) et deux autres destroyers. A 7h45, les destroyers austro-hongrois SMS Csepel et SMS Balaton sont aperçus. À 8h10, les destroyers et le Aquila se dirigent vers les deux navires adverses et cinq minutes plus tard, le feu est ouvert: le SMS Balaton est endommagé et peu après le Aquila est à son tour touché et immobilisé; les deux destroyers autrichiens se mettent à l'abri des batteries côtières, obligeant les navires italiens à abandonner la poursuite. Après un affrontement auquel ont également participé d'autres unités italiennes et austro-hongroises, la bataille s'est terminée avec quelques unités endommagées des deux côtés, mais sans naufrage.
Le 9 juin de la même année, le Indomito (commandant Da Sacco) escorte un convoi de navires marchands à destination de Plataria, Parga (Grèce), Murzo (France) et Igoumenitsa (Grèce) avec une cargaison de 1 700 hommes, 200 quadrupèdes et 300 tonnes de fournitures.
Le 16 juillet, avec ses navires-jumeaux Insidioso et Impavido et les croiseurs éclaireurs Racchia et Riboty, il fournit un appui à distance pour une attaque aérienne contre Durrës, effectuée par 18 avions de Brindisi et Vlora et soutenue par les torpilleurs Ardea et Pegaso.
Le 19 octobre 1917, il quitte Brindisi avec les croiseurs éclaireurs Aquila et Sparviero, les croiseurs britanniques HMS Gloucester (1909) et HMS Newcastle (1909) et les destroyers Commandant Rivière, Bisson, Bory (français), Missori et Mosto (Italiens) pour rejoindre d'autres unités italiennes à la poursuite d'un groupe de navires austro-hongrois (croiseur éclaireur SMS Helgoland, destroyers SMS Lika, SMS Triglav, SMS Tátra, SMS Csepel, SMS Orjen et SMS Balaton) qui ont quitté Kotor pour attaquer des convois italiens. Le SMS Heligoland et SMS Lika, n'ayant pas trouvé de convois, naviguent en vue de Brindisi pour être poursuivis par les navires italiens et les attirer dans la zone d'embuscade des sous-marins U-32 et U-40, mais après une longue poursuite qui voit également quelques attaques aériennes sur les unités ennemies, tous les navires italiens rentrent au port sans dommages.
Entre le 10 et le 11 février 1918, il est désigné, avec le destroyer Nievo et les croiseurs éclaireurs Pepe et Rossarol, pour soutenir un raid qui doit être effectué par les vedettes-torpilleurs (Motoscafo Armato Silurante) MAS 9 et 20, remorqués par les torpilleurs 37 PN et 38 PN, contre Durrës. En raison du mauvais temps, la mission n'a pas eu lieu.
Après la guerre, le Indomito subit des modifications, au terme desquelles l'armement se compose de cinq canons de 102 mm, d'un canon de 40 mm et de quatre tubes lance-torpilles de 450 mm.
En 1929, le navire est déclassé en torpilleur.
Radié en 1937, il est envoyé à la démolition.

## Sources
- (it) Cet article est partiellement ou en totalité issu de l’article de Wikipédia en italien intitulé « Indomito (cacciatorpediniere 1913) » (voir la liste des auteurs).